# ماثيو لويس (ممثل)
ماثيو لويس (بالإنجليزية: Matthew Lewis)‏ (و. 1989  م) هو ممثل، وممثل أفلام، وممثل مسرحي بريطاني.

## التعليم
تعلم في St Mary's Menston Catholic Voluntary Academy ‏.

## وصلات خارجية
- ماثيو لويس على موقع IMDb (الإنجليزية)
- ماثيو لويس على موقع ألو سيني (الفرنسية)
- ماثيو لويس على موقع تيرنر كلاسيك موفيز (الإنجليزية)
- ماثيو لويس على موقع أول موفي (الإنجليزية)
- ماثيو لويس على موقع قاعدة بيانات الأفلام السويدية (السويدية)
- ماثيو لويس على موقع إن إن دي بي (الإنجليزية)
- ماثيو لويس على موقع قاعدة بيانات الفيلم (الإنجليزية)
- ماثيو لويس على موقع كينوبويسك (الروسية)